# Mitoxantrona
Mitoxantrona é um agente antineoplásico antraquinônico  que impede a proliferação de células tumorais malignas. Une-se ao DNA nuclear, de forma irreversível, de forma não específica, atacando por igual a células proliferantes e não proliferantes.

## Usos
É muito usado no tratamento de certos tipos de câncer, principalmente câncer de mama metastásico, leucemia mieloide aguda e o linfoma não hodgkiniano (LNH). Também tem demonstrado melhorar a taxa de sobrevivência de crianças com leucemia linfoide aguda em sua primeira recaída. A combinação de mitroxanona e prednisona é idônea como terapia de segunda linha para o tratamento de câncer de próstata hormono refratário metastásico. Foi terapia de primeira linha, até que a combinação de docetaxel e prednisona o substituiu por suas melhores taxas de sobrevivência. A mitoxantrona é utilizada também para tratar a esclerose múltipla (EM), sendo especialmente recomendada para o subconjunto denominado esclerose múltipla secundária progressiva. A mitoxantrona não cura a esclerose múltipla, mas ainda assim é efetiva para atrasar a progressão da doença e aumentar o intervalo entre recaídas.

## Mecanismo de ação
A mitoxantrona é um inhibidor da enzima topoisomerase tipo II, interrompendo a síntese e reparo do DNA em células sãs e cancerosas. Também participa na intercalação de DNA. Já que as topoisomerases cumprem a função de atenuar as tensões estruturais causadas pelos enovelamentos do DNA, a inibição dessas enzimas induz a rupturas no DNA que finalmente obriga às células a entrar no ciclo de morte celular programada (apoptose). No entanto este efeito de dano no DNA, pode causar neoplasias secundárias nas pessoas tratadas, pelo que se tem muito em conta a relação custo beneficio neste tipo de tratamentos.

## Efeitos secundários
Como outros medicamentos desta índole, a mitoxantrona pode causar reações adversas de severidade variada. Pode causar mielosupressão (diminuição da produção de células sanguíneas), neutropenia (observada em 54% dos pacientes tratados com prednisona e mitoxantrona), infecções (causadas pela diminuição das defesas), transtornos cardíacos (sobretudo em tratamentos de longo prazo), transtornos no sistema sanguineo e linfático, transtornos do sistema nervoso, transtornos oculares, transtornos respiratórios, transtornos gastrointestinales, transtornos renais e urinarios, transtornos da pele e tecidos subcutaneos, transtornos do metabolismo e nutrição, transtornos vasculares (hemorragias), transtornos hepatobiliares, transtornos do aparelho reprodutor e pouco frequentemente transtornos psíquicos.

## Síntese
A mitoxantrona pode ser preparada a partir da quinizarina.